# Рандацо
Рандацо (итал. Randazzo) је насеље у Италији у округу Катанија, региону Сицилија.
Према процени из 2011. у насељу је живело 9949 становника. Насеље се налази на надморској висини од 754 м.

## Становништво
Према резултатима пописа становништва 2011. у општини је живело 11.108 становника.
| 1931.  | 1936.  | 1951.  | 1961.  | 1971.  | 1981.  | 1991.  | 2001.  | 2011.  |
| ------ | ------ | ------ | ------ | ------ | ------ | ------ | ------ | ------ |
| 13.533 | 13.684 | 13.555 | 12.701 | 10.997 | 11.117 | 11.550 | 11.223 | 11.108 |

## Партнерски градови
- Монте Черињоне